# طريقة غاوس-نيوتن المعممة
إن طريقة غاوس-نيوتن المعممة (بالإنجليزية: Generalized Gauss–Newton method)‏ هي عبارة عن تعميم لطريقة المربعات الأقل least-squares method التي وصفت في الأصل من قبل كارل فريدريش غاوس و بطريقة نيوتن العائدة إلى إسحاق نيوتن مؤديةُ إلى حالة مشاكل المربعات الأقل اللاخطية المقيدة.